# Pavlovce, Vranov nad Topľou
Pavlovce este o comună slovacă, aflată în districtul Vranov nad Topľou din regiunea Prešov. Localitatea se află la altitudinea de 266 m deasupra n.m., se întinde pe o suprafață de 17,57 km2 și în 2017 număra 796 de locuitori.

## Istoric
Localitatea Pavlovce este atestată documentar din 1359.

## Demografie
| An:                | 1994 | 2004    | 2014   | 2024   |
| ------------------ | ---- | ------- | ------ | ------ |
| Număr de persoane: | 625  | 716     | 762    | 836    |
| Diferență:         |      | +14,56% | +6,42% | +9,71% |

| An:                | 2023 | 2024   |
| ------------------ | ---- | ------ |
| Număr de persoane: | 837  | 836    |
| Diferență:         |      | −0,11% |